# Nationaal park Altos de Nsork
Het Nationaal park Altos de Nsork (Spaans: Parque nacional de Los Altos de Nsork) is een nationaal park in het zuidoosten van Equatoriaal-Guinea. Het park werd opgericht in 2000.

## Geografie en omgeving
Het terrein bestaat uit hoge heuvels met lage en doorsneden terrassen. Het park beslaat 700 vierkante kilometer. Het gebied wordt aan de westkant begrensd door de Abang rivier en aan de oost- en zuidkant door wegen; er zijn weinig wegen in het park.

## Fauna
In dit park leven veel wilde dieren die kenmerkend zijn voor de omringende Gabonese bossen, zoals chimpansee, westelijke gorilla, zwarte franjeaap, mandril, rode bosbuffel en penseelzwijn. Ook komen er savanneolifanten voor in het park. 

### Important Bird Area
In het park zijn vele vogelsoorten waargenomen en het park is aangewezen als Important Bird Area door BirdLife International vanwege het belang voor significante populaties van 66 soorten, waaronder de grijsnekkaalkopkraai (Picathartes oreas).